# Nago-Torbole

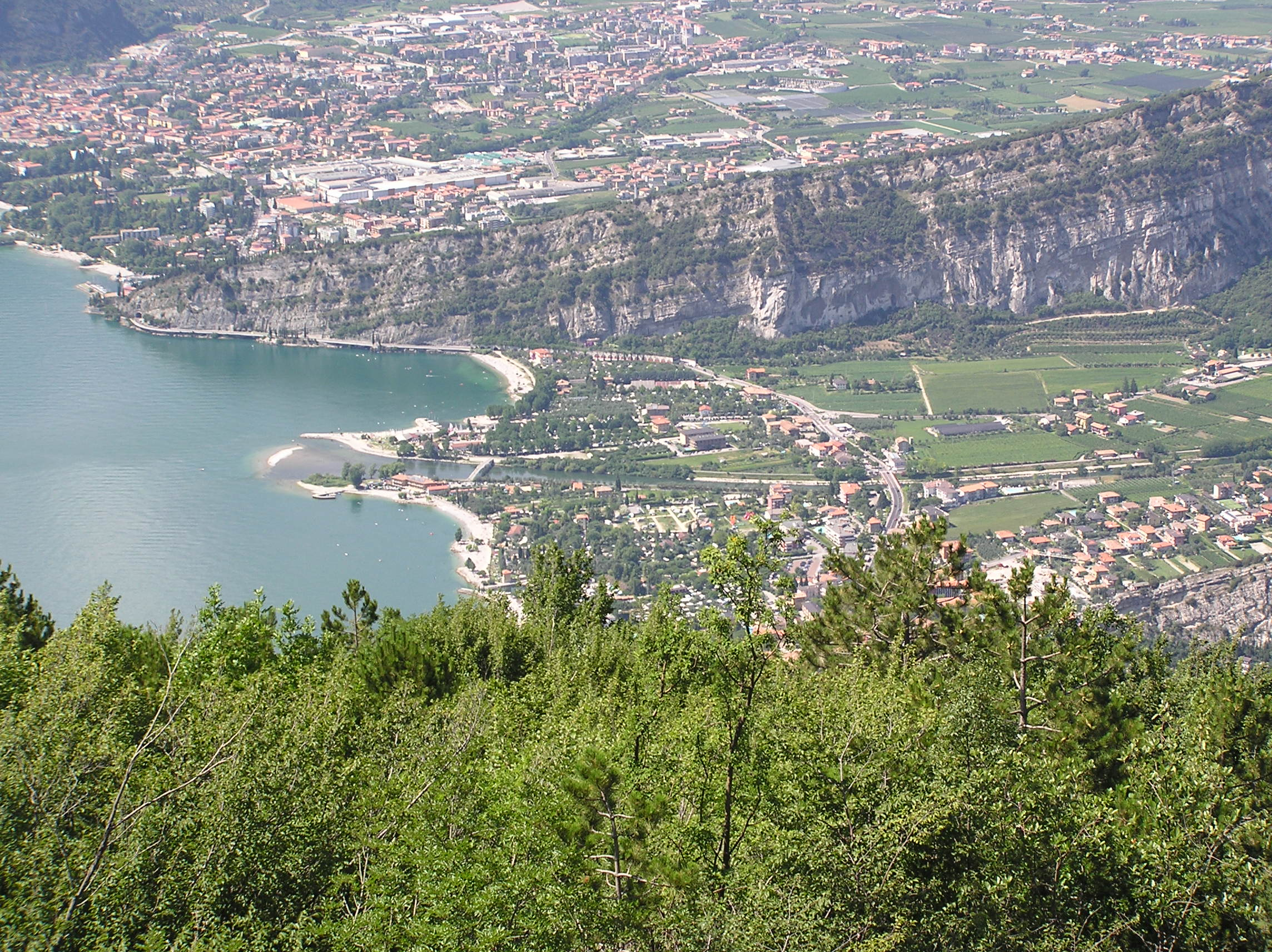

Nago-Torbole – miejscowość i gmina we Włoszech, w regionie Trydent-Górna Adyga, w prowincji Trydent.
Według danych na rok 2004 gminę zamieszkiwały 2283 osoby, 81,5 os./km².